# Casigneta pellucida
Casigneta pellucida är en insektsart som beskrevs av Brunner von Wattenwyl 1878. Casigneta pellucida ingår i släktet Casigneta och familjen vårtbitare. Inga underarter finns listade i Catalogue of Life.